# Бахус (Леонардо да Вінчі)
Бахус, спочатку Святий Іоанн Хреститель — картина 16 століття, що зберігається в Музеї Лувру (Париж, Франція). Базовий малюнок написав Леонардо да Вінчі. Моделлю для картини був учень Леонардо Салаї .Вважається, що картину доробив Франческо Мельці, коли він знаходився в майстерні Леонардо. Серед інших ломбардських художників, яких вважають можливими авторами, є Чезаре да Сесто, Марко д'Оджоно та Чезаре Бернаццано. На картині зображена чоловіча фігура з прикрашеною головою та шкірою леопарда, яка сидить в ідилічному пейзажі. Він вказує правою рукою на ліву, а лівою рукою береться за тирс і також показує вниз на землю.
Спочатку на картині був зображений Іван Хреститель . Наприкінці 17-го століття, між 1683 і 1693 роками, її переробили на Вакха (Бахуса), перетворивши хрестоподібний жезл Хрестителя з довгою ручкою на вакхічний тирс і додавши вінок з виноградної лози. Хутряна шата є спадщиною Івана Хрестителя, але була розфарбована леопардовими плямами, пов'язаними, як і вінок, з Вакхом, римським богом вина та сп'яніння.

## Копії
Відомо небагато копій, виконаних художниками леонардесками. Одна з них приписується Бернардіно Ланіні (панно, 24 х 24 см) і зберігається в Національній галереї Шотландії, Единбург. На ній зображено Святого Івана Хрестителя в пустелі. Однак святий розміщений на задньому плані гроту, де видно високі скелі, річку, вершників і повішеного. Інша копія 15-16 століть зберігається в Музеї мистецтв, Montauban. Інша копія, приписувана послідовнику Чезаре да Сесто, була продана на аукціоні Christie's 23 квітня 2008 року.